# Sebastes paucispinus
Sebastes paucispinus é uma espécie de peixe da família Scorpaenidae.
Pode ser encontrada nos seguintes países: Canadá, México e nos Estados Unidos da América.